# ساندي هيل
ساندي هيل (بالإنجليزية: Sandy Hill)‏ هي متسلقة جبال أمريكية، ولدت في 12 أبريل 1955 في لوس غاتوس في الولايات المتحدة.